# Carcharocles angustidens
A Carcharocles angustidens vagy Carcharodon angustidens Agassiz, 1843 a porcos halak (Chondrichthyes) osztályának heringcápa-alakúak (Lamniformes) rendjébe, ezen belül a fosszilis Otodontidae vagy a recens heringcápafélék (Lamnidae) családjába tartozó faj.

## Tudnivalók
A Carcharocles angustidens az oligocén során, valamint a kora miocén korszak idején élt, körülbelül 33-22 millió évvel ezelőtt. Az úgynevezett „óriásfogú cápák” egyike. A hatalmas óriásfogú cápa (C. megalodon) egyik ősének vélik. Épp úgy, mint a híres utódja esetében, a szóban forgó cápának sem ismert a pontos neme; míg sokan az 1923-ban megalkotott Carcharocles nembe helyezik, addig a faj első leírója, Louis Agassiz svájci paleontológus és biológus szerint, valamint az újabb 2001-ben felfedezett maradványok alapján - M. D. Gottfried és R. Ewan Fordyce által-, ez a cápa inkább a Carcharodon nembe tartozik. A rendszertani besorolásáról folyó viták még nem értek véget.
Létezésének idején, a Föld számos tengerében előfordult. Maradványait, melyek főleg fogakból és csigolyaközepekből, ritkán porccsontokból állnak, megtalálták Észak- és Dél-Amerikában, Európában, Afrikában, Új-Zélandon, Japánban, Ausztráliában és Máltán.
A legjobban megmaradt példány Új-Zélandról származik és 26 millió évesre van becsülve. Ez a maradvány 165 fogból és 35 csigolyaközépből tevődik össze. A fogai háromszög alakúak, oldalaikon kis kiemelkedésekkel; a fogak vágófelülete mindenhol fűrészes és éles. A fog hegyétől az egyik foggyökér széléig 9,87 centiméter van, míg a csigolyaközép átmérője, körülbelül 1,10 centiméter; ezekből az adatokból, a kutatók körülbelül 9,3 méteresnek vélik az új-zélandi példányt. Azonban erről nagyobb példányokról is érkeztek beszámolók.
A C. angustidens fogazatának a fogképlete a következő: {\displaystyle {\tfrac {2.1.5.4}{3.0.6.3}}}.
Feltételezések szerint, ennek a cápának a Carcharocles auriculatus az őse.
Korának egyik csúcsragadozója volt, és meglehet, hogy pingvinekkel, halakkal, delfinfélékkel és sziláscetekkel táplálkozott.

### Fordítás
- Ez a szócikk részben vagy egészben  a   Carcharocles angustidens című angol Wikipédia-szócikk ezen változatának fordításán alapul.  Az eredeti cikk szerkesztőit annak laptörténete sorolja fel. Ez a jelzés csupán a megfogalmazás eredetét és a szerzői jogokat jelzi, nem szolgál a cikkben szereplő információk forrásmegjelöléseként.